# Dione Hashioka
Dione Marly Gandolfo Hashioka (Iacri, 23 de junho de 1957), é uma política brasileira eleita deputada estadual de Mato Grosso do Sul. É a segunda secretária da mesa diretora da Assembleia Legislativa de Mato Grosso do Sul.
É formada em odontologia e é a esposa de Roberto Hashioka Soler, atual prefeito de Nova Andradina no seu 2 Mandato . Dione Hashioka possui propriedades rurais nos municípios de Batayporã e Nova Andradina. É filiada ao PSDB desde 1992 e está cumprindo seu segundo cargo público.